# Висунсько-Інгулецький регіональний ландшафтний парк
Ви́сунсько-Інгуле́цький — регіональний ландшафтний парк в Україні. Розташований у межах Березнегуватського району Миколаївської області, на північ та південь/південний схід від смт Березнегувате. 
Площа 2712,6 га. Статус присвоєно згідно з рішенням обласної ради № 9 від 25.11.2011 року. Перебуває у віданна: Березнегуватська селищна рада, Білокриницька, Висунська, Любомирівська, Маліївська, Мурахівська, Нововолодимирівська, Новосевастопольська, Сергіївська та Федорівська сільські ради. 
Статус присвоєно для збереження типових для степової зони природних комплексів у басейні річок Висунь (в нижній течії) і Біла Криниця (в нижній течії), а також частини правобережжя річки Інгулець. 
На території регіонального ландшафтного парку розташовані:
- ландшафтні заказники: Біла криниця, Висунський, Мурахівський;
- ботанічний заказник: Яковлівський;
- ботанічні пам'ятки природи: Балка, Пришиб.